# Cimitero ebraico sefardita di Bucarest
Il cimitero ebraico sefardita di Bucarest (in romeno Cimitirul evreiesc Sefard din București ) è uno dei tre cimiteri ebraici ancora esistenti a Bucarest. Situato in via Olteniței 2, di fronte al cimitero Bellu, è stato inaugurato nel 1865. Ha una superficie compresa tra  i 4 e i 5 ettari e contiene 10.300 tombe.

## Descrizione
Il cimitero ospita numerose lapidi, alle quali si aggiungono alcune trasferite dall'ex cimitero di via Sebastopoli, il più antico camposanto ebraico di Bucarest, dismesso durante l'Olocausto sotto il regime di Antonescu. Nel sito è presente anche un obelisco, dedicato alla memoria dei soldati ebrei sefarditi morti nella prima guerra mondiale.

## Personaggi illustri sepolti
- Theodor Danetti[4]
- Bițu Fălticineanu[5]
- Alexandru Mandy
- Dan Mizrahi[6]
- Elena Negreanu[7]
- Veronica Porumbacu
- Laurențiu Profeta
- Antoaneta Ralian
- Sandu Sticlaru[8]
- Haralamb Zincă[9]